# تاتسوشي كوياناغي
تاتسوشي كوياناغي (باليابانية: 小柳 達司) (مواليد 7 فبراير 1990)، هو لاعب كرة قدم ياباني سابق كان يلعب كمدافع.

## وصلات خارجية
- تاتسوشي كوياناغي على موقع رابطة كرة القدم اليابانية للمحترفين (اليابانية)
- تاتسوشي كوياناغي على موقع قاعدة بيانات كرة القدم.إي يو (الإنجليزية)
- تاتسوشي كوياناغي على موقع Soccerway.com (الإنجليزية)
- تاتسوشي كوياناغي على موقع عالم كرة القدم.نت (الإنجليزية)